# 久正人
久 正人（ひさ まさと、1976年12月24日 - ）は、日本の漫画家。

## 人物
神奈川県出身。慶應義塾大学文学部卒業。
大学の漫画研究会に入ってから漫画を書き始め、4年時に作品の持ち込みで佳作を受賞する。講談社の『月刊アフタヌーン』の新人賞「アフタヌーン四季賞」を複数回受賞したのち、2003年に同社刊の『月刊マガジンZ』で初の連載となる『グレイトフルデッド』が掲載される。
キム・ニューマンの小説『ドラキュラ紀元』の影響を受けて、歴史上の人物を関連づける作品作りを得意としている。また、幼少期より好きだったという怪獣と絡めた作品『ノブナガン』は、「久正人の趣味が爆発した」作品と評された。また、白黒のコントラストがはっきりした絵柄も特徴であるが、これはアメリカン・コミックスの『シン・シティ』の影響による。
恐竜研究家でもある漫画家・イラストレーターのヒサクニヒコは父親である。当初は、それに反発するように恐竜には関心を持っていなかったが、高校生の時に映画『ジュラシック・パーク』を見た後に、恐竜にも興味を持つようになった。恐竜が絶滅しなかった世界を描いた作品『ジャバウォッキー』では、自身をニッポノサウルスの氏族で1875年生まれ／1920年没という設定で掲載している。また、恐竜以外の古代生物カリコテリウムの復元模型も制作している。
漫画の制作にはMacintoshを使っている。
2017年には特撮テレビ番組『宇宙戦隊キュウレンジャー』でキャラクターデザイン・コンセプトアートを担当。同シリーズ企画協力の企画者104の松井大が久の作品のファンであり、作品から久が特撮ファンであることを感じ起用された。参加にあたり前作『動物戦隊ジュウオウジャー』の怪人デザインも試験的に執筆したが、採用には至らなかった。
2021年、『ニンジャバットマン』で第51回星雲賞コミック部門を受賞した。

## 作品リスト

### 漫画作品
- グレイトフルデッド（『月刊マガジンZ』2003年7月号 - 2004年6月号）
- ジャバウォッキー（『月刊マガジンZ』2006年10月号 - 2007年8月号→『マガジンZ∞』2007年7月 - 2009年1月）
- フォービリオンナイツ（『ジャンプスクエア』2009年12月号）
- デュカタンの娘（『ジャンプSQ.19』2010年9月号） - 原作を担当。作画は山本ヤマト。
- ノブナガン（『コミック アース・スター』2011年6月号 - 2015年8月28日）
- エリア51（『月刊コミック@バンチ』2011年3月号 - 2017年9月号）
- ジャバウォッキー1914（『ネメシス』No.17〈2014年7月〉 - No.41〈2018年8月〉）
- カムヤライド（『コミック乱ツインズ』2018年2月号 - 連載中）
- ニンジャバットマン（『月刊ヒーローズ』2018年8月号 - 2019年9月号）
- 全時空選抜最弱最底辺決定戦（作画：KRSG、『コミック アース・スター』2019年 - 2020年） - 原作担当。
- ミラーマン2D（原作：円谷プロ、『TSUBURAYA IMAGINATION』『コミプレ』2021年7月30日 - 連載中）
- 龍と霊 -DRAGON＆APE-（漫画：東直輝、『モーニング』2024年38号 - 連載中） - 原案担当[9]。

### デザイン参加
- スーパー戦隊シリーズ
  - 宇宙戦隊キュウレンジャー（特撮テレビドラマ、2017年）キャラクターや宇宙船のデザイン、コンセプトアート[10][2]（K-SuKeとの連名）
  - 快盗戦隊ルパンレンジャーVS警察戦隊パトレンジャー（特撮テレビドラマ、2018年）キャラクターデザイン
  - 騎士竜戦隊リュウソウジャー（特撮テレビドラマ、2019年）キャラクターデザイン[11]
  - ナンバーワン戦隊ゴジュウジャー（特撮テレビドラマ、2025年）キャラクターデザイン（篠原保・K-SuKeとの連名）
- 仮面ライダーシリーズ
  - 仮面ライダーゼロワン（特撮テレビドラマ、2019年）第5、6話『パフューマン剣』キャラクターデザイン[12][13][注釈 1]
  - 仮面ライダーリバイス（特撮テレビドラマ、2021年）クリーチャーデザイン[14][3]

### 書籍

#### 漫画単行本
- 『グレイトフルデッド』、講談社〈マガジンZ KC〉2003年 - 2004年、全2巻
  - 講談社〈シリウスKC〉2014年、全2巻
- 『ジャバウォッキー』、講談社〈マガジンZ KC〉2007年 - 2009年、全7巻
  - アース・スター エンターテイメント〈アース・スターコミックス〉2014年、全7巻
- 『エリア51』、新潮社〈BUNCH COMICS〉2011年 - 2017年、全15巻
- 『ノブナガン』、アース・スター エンターテイメント〈アース・スターコミックス〉2012年 - 2015年、全6巻
- 『ジャバウォッキー1914』、講談社〈シリウスKC〉2015年 - 2018年、全4巻
- 『カムヤライド』、リイド社〈乱コミックス〉2018年 - 、既刊12巻（2025年2月13日現在）
- 『ニンジャバットマン』、ヒーローズ〈ヒーローズコミックス〉2019年、全2巻
- 『全時空選抜最弱最底辺決定戦』、作画：KRSG、アース・スター エンターテイメント〈アース・スターコミックス〉2019年 - 2020年、全2巻
- 『ミラーマン2D』、原作：円谷プロ、ヒーローズ〈ヒーローズコミックス〉2021年 - 、既刊5巻（2024年9月5日現在）
- 『龍と霊 -DRAGON＆APE-』、漫画：東直輝、講談社〈モーニングKC〉2025年 - 、既刊3巻（2025年6月23日現在）

#### 児童書
- 『びっくりモンスター大図鑑──知識の泉へようこそ！ ライアーランド王国公認』国土社、2010年10月